# Cayo Antistio Veto (cónsul 23)
Cayo o Gayo Antistio Veto  (10 a. C.-23 d. C.) fue un senador romano del siglo I que desarrolló su cursus honorum bajo el imperio de Tiberio.

## Familia
Era hijo de Cayo Antistio Veto, consul ordinarius en 6 a. C., y hermano de Lucio Antistio Veto, consul suffectus en 26. Sus hijos fueron Cayo Antistio Veto, consul ordinarius en 50, y Lucio Antistio Veto, consul ordinarius en 55.

## Carrera pública
Su primer cargo conocido fue el de pretor urbano en 20. En 23, fue elegido consul ordinarius, para desempeñar después el puesto curator riparum et alvei Tiberis, dentro de la comisión senatorial encargada de velar por el buen estado de las orillas y el cauce del río Tíber para prevenir inundaciones.